# Smalnäbbad gylling
Smalnäbbad gylling (Oriolus tenuirostris) är en asiatisk fågel i familjen gyllingar inom ordningen tättingar.

## Utseende och läten
Smalnäbbad gylling är en 27 cm lång gul och svart gylling, mycket lik svartnackad gylling (O. chinensis) med svart ögonmask går ända bak och möts i nacken. Denna art har dock längre, tunnare och mer nedböjd näbb. Ögonmasken tenderar också att vara smalare samt att manteln och vingtäckarna är grönare än undersidan (samma färg hos svartnackad gylling). Lätet är ett arttypiskt hackspettlikt "kick".

## Utbredning och systematik
Smalnäbbad gylling delas in i två underarter med följande utbredning:
- Oriolus tenuirostris tenuirostris – östra Himalaya till sydvästra Kina och norra Sydostasien
- Oriolus tenuirostris invisus – södra Vietnam

## Levnadssätt
Smalnäbbad gylling förekommer i bergsskogar där den livnär sig av frukt som fikon och Trema orientalis, men även nektar från exempelvis Salmalia och Erythrina. Arten häckar mellan månadsskiftet april/maj och juni.

## Status och hot
Arten har ett stort utbredningsområde och en stor population, men tros minska i antal till följd av habitatförlust och jakt, dock inte tillräckligt kraftigt för att den ska betraktas som hotad. Internationella naturvårdsunionen IUCN kategoriserar därför arten som livskraftig (LC). Världspopulationen har inte uppskattats men den beskrivs som sparsamt förekommande i Nepal, ovanlig i Indien och lokalt ganska vanlig i Bhutan.